# Calamagrostis anthoxanthoides
Calamagrostis anthoxanthoides är en gräsart som först beskrevs av William Munro, och fick sitt nu gällande namn av Eduard August von Regel. Calamagrostis anthoxanthoides ingår i släktet rör, och familjen gräs. Inga underarter finns listade i Catalogue of Life.